# Clevelândia (kommun)
Clevelândia är en kommun i Brasilien.   Den ligger i delstaten Paraná, i den södra delen av landet, 1 300 km söder om huvudstaden Brasília. Antalet invånare är 17 232.
Följande samhällen finns i Clevelândia:
- Clevelândia

I omgivningarna runt Clevelândia växer huvudsakligen savannskog. Runt Clevelândia är det ganska glesbefolkat, med 40 invånare per kvadratkilometer.